# FitzRoy Somerset (4. baron Raglan)
Fitzroy Richard Somerset, čtvrtý baron Raglan (10. června 1885 – 14. září 1964) byl britský učenec, jehož studia se dotýkají převážně problematiky mýtu, rituálu a folklóru. Nejvíce se proslavil v rámci folkloristiky svým příspěvkem ke studiu tradiční hrdinské epiky. Označení učenec má naznačovat zejména to, že stál mimo oficiální akademické struktury, ale rovněž všestrannost zájmů a chybějící formální vzdělání univerzitního charakteru. Svá díla podepisoval pouze jako Lord Raglan, a pod tímto jménem je znám ve folkloristice a antropologii.

## Život
Narodil se 10. června 1885 do šlechtické rodiny Somersetů, byl pravnukem polního maršála a vrchního velitele v krymské válce 1. barona Raglana. Vzdělání získal v Etonu a na vojenské škole v Sandhurstu. Po ní nastoupil vojenskou kariéru. Sloužil nejprve v Hongkongu, později se připojil k Egyptské armádě, a poslední tři roky své vojenské dráhy působil jako politický důstojník v Palestině.  V roce 1922 vojenskou službu opustil a po zbytek života se věnoval správě svého panství Cefntilla Court, funkcím spjatým s hrabstvím Monmuthshire a antropologickým a folkloristickým zkoumáním. V letech 1945-7 zastával křeslo předsedy Folkore Society, v letech 1955-7 pak prezidenta Royal Anthropological Institute (Královský antropologický institut). Mezi léty 1957 až 1962 byl prezidentem National Museum of Wales (Národní muzeum Walesu). Zemřel 14. září 1964.

## Dílo
Z jeho hlavních publikovaných prací lze jmenovat jeho první knihu, Jocasta's crime (Iokastin zločin) v níž probírá téma Oidipa a incestu, a dále jeho patrně nejznámější práci, The Hero, A Study in Tradition, Myth and Drama (Hrdina: studie o tradici, mýtu a dramatu). Na základě této práce bývá řazen mezi proponenty školy či teorie mýtu a rituálu.

## Oblast zkoumání
Jeho zásadní příspěvek ke zkoumání tradiční hrdinské epiky vyšel nejprve jako studie The Hero of Tradition (Hrdina tradice/Tradiční hrdina) z roku 1934 a v rozšířené a mírně modifikované podobě jako součást knihy The Hero, A Study in Tradition, Myth and Drama, která vyšla roku 1936. Jeho teorie vychází z porovnání životních příběhů několika tradičních hrdinů, při kterém se ukázalo, že tyto životní příběhy vykazují nápadné podobnosti, u nichž je málo pravděpodobné, že by byly pouhými náhodnými shodami. Jeho studium tak můžeme zařadit po boku snah Josepha Campbella a jeho teorie monomýtu, jež se objevuje zejména v jeho knize The Hero with a thousand Faces (v češtině vyšlo pod názvem Tisíc tváří hrdiny), analýzy ruských kouzelných pohádek Vladimíra Proppa spjaté s dílem Морфология сказки (české vydání: Morfologie pohádky), či zkoumání mýtů Otto Ranka z pohledu psychoanalýzy, jež se objevuje v práci Der Mythus von der Geburt des Helden. Versuch einer psychologischen Mythendeutung (Mýtus o narození hrdiny: Pokus o psychologický výklad mýtů). Obecně je tedy lze chápat jako pokus o nalezení struktury či formy, sdílené určitými tradičními narativy.

## The Hero of Tradition
Při studiu příběhu o Oidipovi si Raglan povšiml četných podobností mezi událostmi či obecněji prvky vyprávění (incidents), líčenými v tomto příběhu a v příbězích o Theseovi a Romulovi. Při srovnávání s dalšími řeckými tradičními hrdinskými příběhy zjistil, že jejich rozdělením na samostatné události lze vytyčit jisté typy událostí, jež se objevují ve většině z těchto příběhů. Tyto prvky vytvářejí dle Raglana vzorec společný tomuto typu narativu. Ve studii The Hero of Tradition jich uvádí 22. Jsou to:
1. Jeho matka je královská panna.
2. Jeho otec je král, a
3. často blízký příbuzný jeho matky, ale
4. okolnosti jeho početí jsou nezvyklé, a
5. říká se o něm, že je synem boha.
6. Při jeho narození je mu usilováno o život, často ze strany jeho otce, ale
7. je odčarován pryč, a
8. vychován náhradními rodiči ve vzdálené zemi.
9. Nedozvídáme se nic o jeho dětství, ale
10. s dosažením dospělosti se vrací nebo jde do svého budoucího království.
11. Po vítězství nad králem a/nebo obrem, drakem, nebo divokým zvířetem,
12. si bere princeznu, často dceru svého předchůdce a
13. stává se králem.
14. Po nějaký čas vládne bez významnějších událostí, a
15. vydává zákony, ale
16. později ztrácí přízeň bohů a/nebo svých poddaných a
17. je vyhnán z trůnu a města.
18. Potká ho záhadná smrt,
19. často na vrcholu kopce.
20. Jeho potomci, pokud nějaké má, ho nevystřídají na trůnu.
21. Jeho tělo není pohřbeno, ale přesto
22. má jednu či více posvátných hrobek.

Tento vzorec aplikoval i na tradiční hrdinskou epiku mimo-řeckého původu. Hrdinové, na jejichž životní příběhy jej aplikoval v této studii jsou následující: Oidipús, Théseus, Romulus, Héraklés, Perseus, Iásón, Bellerofontés, Pelops, Asklépios, Dionýsos, Apollón, Zeus, Josef, Mojžíš, Elijáš, Sigurd či Siegfried, Artuš, Nyikang. Životní příběh každého z těchto hrdinů obsahuje určitý počet prvků vzorce z dvaadvaceti možných. Dvacet jich najdeme u Oidipa, a například u Artuše je jich šestnáct. Z této překvapivé podobnosti mezi životy tolika rozličných postav Raglan usoudil, že jejich příběhy nejsou příběhy historické. Shoda v příbězích je dle Raglana vysvětlitelná tím, že příběhy nepojednávají o skutečných událostech, ale o rituálních událostech v průběhu života rituální osoby (ritual personage), patrně někoho, kdo seděl na trůně a byl považován za inkarnaci boha (divine king). Události či prvky vzorce lze rozdělit do tří skupin. Jsou to události spojené s hrdinovým narozením, události spjaté s jeho nástupem na trůn, a události spjaté s jeho smrtí. Tím podle Raglana odpovídají třem hlavním přechodovým rituálům, tj. rituálům kolem narození, iniciace a smrti. Tomu napovídá mj. skutečnost, že nejvíc událostí se hrdinovi děje okolo jeho narození a dosažení dospělosti. O ostatních periodách jeho života, tj. dětství a době jeho vlády, se neříká v příběhu takřka nic. Jako nejschůdnější se Raglanovi jeví vysvětlení, že příběh hrdiny je příběhem jeho rituálního pokroku (ritual progress), proto jsou údobí, kdy k žádnému nedochází, v příběhu ponechány prázdné. Při analýze jednotlivých událostí dochází Raglan k dílčím závěrům, které podporují jeho hlavní tezi o tom, že tradiční hrdinský příběh má paralelu v přechodových rituálech a skutky hrdiny jsou spjaty s jeho rituálním pokrokem. Raglanovo chápání žánru tradiční hrdinské epiky dobře vystihují jeho slova ze závěru studie: "...celé umění velkých básníků spočívá ve vkládání nových slov do úst starých postav."